# Dehnrheometer
Als Dehnrheometer werden Rheometer bezeichnet, die flüssige oder schmelzeförmige Proben auf Dehnung beanspruchen und so die Dehnviskosität messen. Aufgrund experimenteller Schwierigkeiten spielt diese Charakterisierungsmethode – anders als beim Festkörper – im Vergleich zur Scherung keine große Rolle: z. B. existieren ca. 35.000 Veröffentlichungen, die – zumindest teilweise – die Scherrheologie behandeln, während nur ca. 9.300 Veröffentlichungen die Dehnrheologie behandeln (Stand Feb. 2008, laut SciFinder (R)).
Bei Dehnrheometern gibt es drei Grundarten, die sich in der Art der Dehnung unterscheiden:
- uniaxiale Dehnung
- planare Dehnung
- äquibiaxiale Dehnung.

In der Praxis existieren fast nur Dehnrheometer für die uniaxiale Dehnung, obwohl v. a. die biaxiale Dehnung eine technisch bedeutende Rolle in der Kunststoffverarbeitung spielt. Der Grund hierfür ist die ungleich schwerere Realisierung der beiden anderen Moden.

## Aufbau
Ein Dehnrheometer besteht aus drei Komponenten:
- einem Motor, der die Probe normalerweise mit exponentiell ansteigender Dehngeschwindigkeit, der sog. Hencky-Dehngeschwindigkeit, dehnt.
- einer Kraftmesseinrichtung
- einer Temperiereinrichtung, z. B. einem Ölbad oder einem heißen Gasstrom, der die Probe auf die gewünschte Temperatur heizt und außerdem meist noch die Aufgabe hat die Gravitation zu kompensieren.

Letzteres ist von Bedeutung, weil die typischen Proben, die mit einem Dehnrheometer vermessen werden – Kunststoffschmelzen und Dispersionen – sehr viel weniger steif sind als normale Festkörper und sich deshalb unter ihrem eigenen Gewicht verformen würden (Sagging), sollten keine geeigneten Gegenmaßnahmen getroffen werden. Als Gegenmaßnahmen werden dichteangepasste Silikonöle (Polydimethylsiloxan), Gaskissen oder geeignete Geometrien mit hohen Flächenträgheitsmomenten verwendet. Trotzdem stellt dieses Phänomen mit das größte Hindernis für die Dehnrheologie dar.

## Messprinzip

### Konstante Länge
Bei diesem Typ von Dehnrheometer bleibt die Probenlänge (bei uniaxialer Dehnung) unverändert. Dazu wird die Probe zwischen ein oder zwei Aufwickelvorrichtungen gespannt und dann durch Aufwickeln gedehnt. Dabei wird das effektive Probenvolumen kleiner, aber die Ausgangslänge bleibt erhalten.
Dieser Rheometertyp ist der heutzutage dominierende.

### Konstantes Volumen
Hierbei handelt es sich im Wesentlichen um eine Zugprüfmaschine, die allerdings für sehr viel kleinere Kräfte und größere Dehnungen ausgelegt ist. Die Probe wird an den Enden eingespannt und das eine Ende mit exponentiell ansteigender Geschwindigkeit gezogen.
Dieser Rheometertyp ist in der Praxis genauer, aber auch technisch aufwendiger als der Typ „konstante Länge“ und wird deshalb nur von wenigen Spezialisten eingesetzt.

### Niederviskose Fluide
Zur dehnrheologischen Charakterisierung niederviskoser Fluide (wie beispielsweise Polymerlösungen) ist besonders das sogenannte Capillary Breakup Extensional Rheometer (CaBER) geeignet, da diese praxisrelevante Gesamtdehnungen von {\displaystyle \epsilon } ≈ 10…14 ermöglicht. Hierbei wird ein geringes Flüssigkeitsvolumen ruckartig verstreckt und die Verjüngung des so entstandenen Flüssigkeitsfadens analysiert. Aus der zeitlichen Entwicklung des Fadendurchmessers können charakteristische Kenngrößen wie beispielsweise die Dehnrelaxationszeit oder die transiente Dehnviskosität abgeleitet werden.